# Tvåsporig bläcksvamp
Tvåsporig bläcksvamp (Coprinellus bisporus) är en svampart som först beskrevs av Jakob Emanuel Lange, och fick sitt nu gällande namn av Vilgalys, Hopple & Jacq. Johnson 2001. Tvåsporig bläcksvamp ingår i släktet Coprinellus och familjen Psathyrellaceae. Arten är reproducerande i Sverige. Inga underarter finns listade i Catalogue of Life.